# Hemiblossia australis
Hemiblossia australis är en spindeldjursart som först beskrevs av William Frederick Purcell 1902.  Hemiblossia australis ingår i släktet Hemiblossia och familjen Daesiidae. Inga underarter finns listade i Catalogue of Life.